# 테레사 데 레온 왕녀
테레자(스페인어: Teresa de León, 포르투갈어: Teresa de Leão)는 레온 왕국의 왕인 알폰소 6세와 그의 정부 시메나 모니즈(스페인어: Jimena Muñoz) 사이에서 태어났다. 레온의 우라카 여왕의 이복동생이다. 부르고뉴 공작가의 엔히크(포르투갈어: Henrique)와 결혼을 하여 포르투갈 최초의 왕인 아폰수 1세를 낳았다.